# Macross Dynamite 7
Macross Dynamite 7 (マクロスダイナマイト7?, Makurosu Dainamatio Sebun) è una mini serie OAV di 4 episodi ambientata un anno dopo gli eventi di Macross 7 e pubblicata nel 1997 in occasione delle celebrazioni per il quindicesimo anniversario di Macross.

## Trama
Dopo che la battaglia finale fra Geppernich e la flotta di Macross 7 nel 2046 era finita con la vittoria di Macross 7, Basara Nekki aveva deciso di viaggiare per la galassia con la sola compagnia della propria chitarra. Basara si ferma su un pianeta chiamato Zola, dove vive una particolare razza di marsupiali umanoidi. Qui Basara rimane coinvolto in una guerra fra le truppe di Zola e la razza delle balene spaziali.

## Citazioni
La serie contiene alcuni riferimenti a Moby Dick, per esempio il personaggio di Graham Hoilie, che ambisce ad uccidere la balena spaziale bianca, è molto simile al Capitano Achab di Moby Dick.

## Episodi
1. Wonder (漂流)
2. Cemetery (墓場)
3. Lonesome (孤独)
4. Singing Planet of the Galactic Whales Zola (銀河クジラの歌う星)

## Colonna sonora
Sigla di apertura
"Dynamite Explosion" cantata dai Fire Bomber
Sigla di chiusura
"Parade" cantata dai Fire Bomber